# ستيتسون كينيدي
ويليام ستيتسون كينيدي (5 أكتوبر 1916-27 أغسطس 2011)، مؤلف أمريكي وناشط في مجال حقوق الإنسان. أحد رواد جمع الفولكلور خلال النصف الأول من القرن العشرين، يُذكر أنه تسلل إلى كو كلوكس كلان في الأربعينيات، وكشف أسرارها للسلطات والعالم الخارجي. كتب كينيدي أو شارك في كتابة عشرة كتب.

## الطفولة والتعليم
التحق كينيدي بمدارس جاكسونفيل العامة وتخرج من مدرسة روبرت إي لي الثانوية خلال فترة الكساد الكبير. في عام 1935، التحق بجامعة فلوريدا، وتركها عام 1937 دون الحصول على درجة علمية. كما درس في المدرسة الجديدة للبحوث الاجتماعية في نيويورك وفي السوربون في باريس، فرنسا.

## الكتابة والنشاط
عام 1936، أثناء دراسته في جامعة ولاية فلوريدا، التي جمعت كينيدي الأحذية والأغطية للجمهورية الإسبانية خلال الحرب الأهلية الإسبانية.
أطلق على كينيدي لقب واحد من رواد جامعي الفولكلور خلال النصف الأول من القرن العشرين. في عام 1937، غادر جامعة فلوريدا للانضمام إلى مشروع الكتاب الفيدراليين، وهي مبادرة إدارة تقدم الأعمال الممولة اتحاديًا التي أُنشئت بموجب الصفقة الجديدة لتمويل ودعم الكتاب الأمريكيين خلال فترة الكساد الكبير. كجزء من مشروع الكتاب الفيدراليين، استأجرت مكتبة الكونغرس أمناء أرشيف لتوثيق تنوع الثقافة الأمريكية من خلال تسجيل الأغاني الشعبية الإقليمية (مثل أغاني الأطفال والرقص وموسيقى الإنجيل) والتاريخ الشفوي بالعديد من اللغات واللهجات. لمدة خمس سنوات جمع كينيدي فولكلور فلوريدا، وسافر في جميع أنحاء فلوريدا جنبًا إلى جنب مع شخصيات بارزة أخرى مثل كاتب عصر النهضة هارلم زورا نيل هيرستون وآلان لوماكس، من بين آخرين. ساهم كينيدي أيضًا في تحرير العديد من المجلدات لمشروع الكتاب الفيدراليين.
واستند الكتاب كينيدي الأول، بالميتو البلد (1942)، الذي كلف من قبل جورجيا الكاتب أرسكين كالدويل سلسلة أساليب الشعبية الأمريكية، على مواد غير المستخدمة التي جُمعت خلال فترة كينيدي مع مشروع الكتاب الاتحادية.
في عام 1942، بدأ كينيدي العمل لصالح مؤتمر المنظمات الصناعية، وهو اتحاد نقابات عمالية للعمال الصناعيين. بصفته مدير تحرير لجنة العمل السياسي في أتلانتا، كتب سلسلة من الدراسات التي تناصر السياسات العنصرية مثل ضريبة الاقتراع، الانتخابات التمهيدية البيضاء، والقيود الأخرى التي استُخدَمت بشكل روتيني في جميع أنحاء الجنوب لحرمان الأقليات، في المقام الأول الأمريكيون الأفارقة، والفقراء من القدرة على ممارسة حقهم في التصويت.
بعد الحرب العالمية الثانية، عمل كينيدي كصحفي في صحيفة ليبرالية ومراسل. ظهرت قصصه في الصحف والمجلات مثل نيويورك بوست التي كان فيها لفترة من الوقت مراسلًا جنوبيًا، خلال الخمسينيات من القرن الماضي، نُشرَت كتب كينيدي في فرنسا من قبل الفيلسوف الوجودي جان بول سارتر، والتي كانت تعتبر مثيرة للغاية بحيث لا يمكن نشرها في الولايات المتحدة، ثم تُرجمت بعد ذلك إلى لغات أخرى.
في عام 1952، عندما ترشح كينيدي لمنصب حاكم ولاية فلوريدا، كتب صديقه ومساعده وودي جوثري مجموعة من الكلمات لأغنية حملَت اسم ستيتسون كينيدي. يقول كينيدي إنه أصبح أكثر الرجال المكروهين في فلوريدا، وتعرض منزله للقنابل الحارقة من قبل اليمين المتطرف وخُرِّبت العديد من أوراقه، مما دفعه إلى مغادرة البلاد والذهاب للعيش في فرنسا.
عضو مؤسس والرئيس السابق لجمعية فلوريدا الفولكلورية، حصل كينيدي على جائزة التراث الشعبي في فلوريدا عام 1998 وجائزة محافظ فلوريدا هارتلاند. مساهمته في الحفاظ على الثقافة الشعبية ونشرها هي موضوع أطروحة بيغي بلوجر، ستيتسون كينيدي: الفولكلور التطبيقي والتأييد الثقافي (جامعة بنسلفانيا، 1992).
شارك كينيدي في مؤتمر موارد الصفقة الجديدة: الحفاظ على الإرث الذي استمر لمدة يومين في مكتبة الكونغرس بمناسبة الذكرى 75 للصفقة الجديدة التي عقدت في مارس 2008. في فبراير 2009، ترك كينيدي مكتبته الشخصية لمركز الإعلام المدني في غينزفيل، فلوريدا، والذي عمل معه كينيدي منذ إنشاء المركز.
في أكتوبر 2009، أقيم أول حفل بمناسبة عيد ميلاد كينيدي الـ 93 في المركز الإعلامي المدني، وفي اليوم التالي توافد المعجبُون إلى متنزه بيلوث هاتشي، وهو الآن موقع تاريخي بارز، للاحتفال بعيد ميلاد كينيدي هناك.
الحياة الشخصية
وفقًا لأصدقائه، فقد تزوج سبع مرات، على الرغم من أن كينيدي اعترف بخمس زيجات فقط، قائلًا: سأترك الأمر للمؤرخين ليقرروا عدد مرات زواجي. كان زواجه الأول في عام 1936 من إديث أوغدن أغيلار، مهاجرة كوبية التقى بها في كي ويست، فلوريدا أثناء قيامه بعمل ميداني لكتاباته الخاصة.
في عام 1942، أنجب ابنًا، لورين ستيتسون كينيدي، طفله الوحيد.
بعد فراره من بودابست مع زوجته المجرية خلال الثورة المجرية عام 1956، احتُجزَ كينيدي في باريس لأكثر من عام بعد مصادرة حكومة الولايات المتحدة جواز سفره.
في عام 2006، عندما كان عمره 90 عامًا، تزوج كينيدي من الكاتبة وصاحبة المكتبة ساندرا باركس، وهي مفوضة سابقة لمدينة سانت أوغسطين بولاية فلوريدا. ظلوا متزوجين حتى وفاة كينيدي عام 2011.